# Стеллецкий, Игнатий Яковлевич
Игнатий Яковлевич Стеллецкий (3 февраля 1878 года, село Григорьевка, Александровский уезд, Екатеринославская губерния, Российская империя — 11 ноября 1949 года, Москва, СССР) — российский и советский спелеолог, археолог, историк, исследователь подземной Москвы, зачинатель диггерского движения в России. Известен длительными поисками библиотеки Ивана Грозного, составившими, по сути, дело всей его жизни, но оказавшимися безуспешными.

## Биография
Родился 3 февраля 1878 года в селе Григорьевка Александровского уезда Екатеринославской губернии, на территории современной Украины.
Отец, Яков Стефанович, — учитель сельской школы, имел звание личного дворянина. Мать, Ульяна Фёдоровна, урождённая Шульгина, происходила из семьи священника. В 1880 году семья переехала в местечко Кривой Рог, а затем на Харьковщину. В 1884 году отдан в церковноприходскую школу, затем учился в Харьковском духовном коллегиуме и семинарии.
В 1905 году окончил Киевскую духовную академию и затем в течение полутора лет преподавал историю и географию в русско-арабской семинарии в Назарете. За это время он побывал в Египте, Турции, Сирии, где серьёзно увлекся археологией. Новое увлечение оказалось столь сильным, что в 1907 году, оставив достаточно выгодную работу в Палестине, Стеллецкий отправился в Москву, где поступил в Московский археологический институт. Параллельно с обучением работал в Московском архиве Министерства юстиции, в Церковно-археологическом отделе при Обществе любителей духовного просвещения, а также в Комиссии по осмотру и изучению памятников церковной старины Москвы и Московской епархии. В том же 1907 году он стал действительным членом Русского военно-исторического общества, а в 1909 году — Московского археологического общества. В 1910 году защитил диссертацию и получил звание «учёного археолога». В этом же году он участвовал в раскопках в Крыму.
Тогда же Стеллецкий стал одним из учредителей Комиссии по изучению старой Москвы (в некоторых источниках — общество «Старая Москва»), в основном для того, чтобы иметь «флаг» научного общества, под которым можно было бы производить исследования. Однако через два года в комиссии возникли разногласия — большинство историков считало, что надо заниматься исследованием наземных памятников Москвы. Чтобы привлечь внимание историков к подземным объектам, Стеллецкий в 1911 году отправился на XV Археологический съезд в Новгород, где выступил с докладом «Подземная Россия». В выпущенной по итогам съезда брошюре так описывалось выступление Стеллецкого:
Установив содержание понятия «подземная Россия» — всякого рода подземные сооружения не ритуального характера, — референт И. Я. Стеллецкий отметил обидное равнодушие археологов к такого рода монументальным памятникам русской старины ввиду особенно большой их научной ценности…
Однако, поддержки археологов Стеллецкий не дождался. Кончилось тем, что член комиссии «Старая Москва» И. К. Линдеман в ответном выступлении даже упрекнул Стеллецкого в том, что тот «дерзает посылать археологов туда, куда раньше лишь каторжников посылали».
Разочаровавшись в «Старой Москве», Стеллецкий занялся созданием собственного научного общества, которое должно было специализироваться главным образом на исследовании подземных сооружений. Уже в феврале 1912 года организовал Комиссию по изучению подземной старины и стал её председателем. В «Положении о Комиссии по изучению подземной старины», учредительном документе комиссии, говорилось:
Комиссия ставит своей задачей выявление и изучение памятников подземной старины, то есть предметов первобытной и бытовой археологии, скрытых в недрах земли временем или волей человека. Но особенно комиссию интересуют всякого рода подземные сооружения, бытовые и военные, сохранившиеся в недрах территории России. В этом отношении во главу изучения ставятся комиссией связанные с подземными замковые и крепостные сооружения, валы, городища, курганы, всякого рода пещеры, погреба, ямины, оседания и провалы почвы, клады и сопутствующие им явления…
Первый год комиссия занималась почти исключительно подземными сооружениями Москвы. Архивные поиски были почти безрезультатны — военные и гражданские тайники являлись государственной либо фамильной тайной, и сведения о них никуда не заносились. Стеллецкий начал собирать предания, легенды, слухи, свидетельства очевидцев и, опираясь на них, вести исследования. Вскоре последовали результаты — были обнаружены подземные ходы из Круглой (Многогранной) башни китайгородской стены, из Тайницкой башни Симонова монастыря, а также в бывшем доме князя Д. М. Пожарского, некоторых зданиях XVI—XVIII веков. При этом комиссия постоянно сталкивалась с материальными трудностями. Однако, вдохновлённые примером Стеллецкого, энтузиасты-археологи зачастую сами, имея лишь свечи и лопаты, раскапывали заброшенные подземелья.
В последующие годы поиски тайников в Москве продолжались, но Стеллецкий (как, впрочем, и некоторые другие члены комиссии) стал всё чаще выезжать в другие города для осмотра найденных там подземных сооружений древности. Это позволило ему изучить «слу́хи» под псковской крепостной стеной, ход из замка Плеттенберга в Риге, загадочные подземные палаты со множеством человеческих черепов в Торжке и т. д.
В начале 1910-х годов серьёзно увлёкся поисками библиотеки Ивана Грозного. Несмотря на безуспешные многовековые поиски и сомнения авторитетных историков в самом существовании библиотеки, был убеждён в её существовании и в том, что она спрятана в каком-то подземном хранилище. В рамках своих поисков изучал архивы, обследовал подземные ходы в Донском и Новодевичьем монастырях, а также в зданиях XVI—XVII веков. Однако, его попытки получить разрешение на проведение раскопок в московском Кремле окончились неудачей.
В 1914 году, исследуя архивы города Пярну (Эстония), обнаружил оригинал так называемого «Дабеловского списка» библиотеки Ивана Грозного — упоминания об этом сохранились в его дневнике. Однако, дальнейшие исследования прекратились из-за начавшейся Первой мировой войны.

### Первая мировая и Гражданская войны
В августе 1914 года возвратился в Москву, а в 1916 году отправился добровольцем на Кавказский фронт, «с тайным намерением провести археологическую экспедицию». Будучи на Кавказском фронте в качестве учёного-археолога исследовал археологические памятники Кавказа, организовывал ряд исследовательских экспедиций в Турцию.
После начала Октябрьской революции и Гражданской войны оказался на Украине. С 1918 года — профессор Украинского университета в Киеве, где читал курс археологии.
В конце 1921 года провёл раскопки в Чигирине и Суботове, в том числе 6 декабря исследовал построенную Богданом Хмельницким Ильинскую церковь и нашёл мужскую берцовую кость. Стеллецкий объявил её останками гетмана, наклеил на картонку и провёл платную лекцию «Тайны Украины», демонстрируя одновременно и найденные неподалёку кости мамонта.
Примерно в то же время основал Украинский музей в Лубнах.

### Работа в Советской России
Осенью 1923 года вернулся в Москву. Его квартира в Хамовниках была реквизирована, архив и библиотека пропали. Поиски архива ни к чему не привели. Стеллецкий вновь начал собирать материалы о подземном Кремле, работая сверхштатным библиотекарем в историческом музее. В 1927 году работал в Российском обществе туристов, проводил экскурсии по Москве и Подмосковью, участвовал в деятельности общества «Старая Москва». С начала 1930-х годов сотрудничал с московским метрополитеном. Собирался создать музей «Подземная Москва», размещая найденные во время строительства метро экспонаты в своей квартире.
Почти все его научные труды так или иначе связаны с подземной Москвой.

### Поиски библиотеки Ивана Грозного в советское время
После возвращения в Москву обращался в Моссовет, Наркомпрос, ЦИК, Совнарком и в 1933 году подал докладную записку на имя Сталина, получив в результате ответ коменданта Кремля Рудольфа Петерсона с просьбой изложить письменно и подробно, что собой представляет подземный Кремль, и где может находиться библиотека. Раскопки начались 1 декабря 1933 года и велись под угловой и средней Арсенальными башнями, где были вскрыты подземные этажи с колодцами, горизонтальными проходами и лестницами. Также в результате раскопок обнаружен подземный проход из Угловой Арсенальной башни в Александровский сад вне Кремля и белокаменный ход под Кремлём из Угловой Арсенальной башни через Среднюю Арсенальную башню до Арсенала. В декабре 1934 года, после убийства Кирова, было принято решение о прекращении раскопок. Библиотеку Ивана Грозного Стеллецкий не нашёл, но его раскопки дали много информации о подземном Кремле.
Есть основание считать, что Стеллецкий ещё раз обращался к Сталину в конце войны и вероятно получил обнадеживающий ответ из его секретариата, так как в обращении в Академию наук (январь 1945 года) писал: «Но после войны, после победы заветный клад будет найден! Порукою в том слово Великого Сталина!». Дальнейшего решения о продолжении раскопок не последовало.

### Великая Отечественная война
В годы Великой Отечественной войны оставался в Москве. Несмотря на развившуюся от голода дистрофию, он продолжал теоретические разработки для поисков библиотеки Грозного. Подготовил рукопись «Мёртвые книги в Московском тайнике», которая вышла в свет лишь в 1993 году.

### Последние годы жизни. Смерть и погребение
В начале Великой Отечественной войны, предполагая свою скорую смерть, написал в своём завещании: «…Похоронить меня завещаю без кремации, на родной Украине, на Лысой горе, под г. Лубнами, в разрытой скифской могиле и водрузить каменную бабу с надписью: „Спелеолог Стеллецкий. 1878—194…“…»
Умер 11 ноября 1949 года и был похоронен на Ваганьковском кладбище. Попытки отыскать его могилу, предпринятые осенью 1989 года, окончились безрезультатно. На том месте, где по словам очевидца, ещё в 1981 года находился небольшой холмик с покосившимся крестом, были уже новые захоронения.
Между тем точная информация о местонахождении могилы И. Стеллецкого имелась в архивах Ваганьковского кладбища. Впоследствии она была занесена в электронную базу некрополя. Весной 2010 года в сети Интернет появилась информация, что могила Стеллецкого в крайне плохом состоянии была найдена одним из членов «Общества некрополистов» на 37-м участке Ваганьковского кладбища. Документ с координатами места захоронения Стеллецкого (выписка ФГУП «Ритуал») хранится в архиве «Общества некрополистов». 30 июля 2011 года на могиле И. Я. Стеллецкого состоялось торжественное открытие памятника.

## Интересные факты
В приключенческой повести Григория Гребнева «Пропавшее сокровище», посвящённой поискам библиотеки Ивана Грозного, И. Я. Стеллецкий указан, как Стрелецкий.

## Кино
- «Игнатий Стеллецкий. Тайна подземных палат» (2017) — документальный фильм, режиссёр И. Волосецкий, телеканал «Россия-Культура».
- «Myth Hunters. The Lost Library of Ivan the Terrible» (2014) — документальный фильм (Великобритания), режиссёр К. Скотт, кинокомпания «WMR Productions».
- «Искатели. Завещание Игнатия Стеллецкого» (2014) — документальный фильм, режиссёр А. Трофимов, телеканал «Россия-Культура».
- «Игнатий Стеллецкий. Гении и злодеи» (2008) — документальный фильм, режиссёр И. Хоничева, «Первый канал».